# Сузунский монетный двор

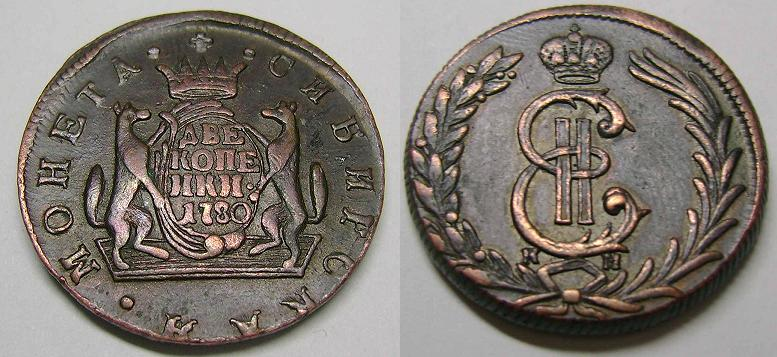
Сузунская монета. 2 копейки 1781 г.

Напольные плиты и продукция Сузунского медеплавильного завода (Новосибирский краеведческий музей)
Сузу́нский моне́тный двор — монетный двор на Нижне-Сузунском медеплавильном заводе в Сузуне, работавший в 1766—1847 годах.

## История
В 1747 году предприятия А. Демидова на Алтае перешли во владение императрицы Елизаветы Петровны, которым стала управлять вновь созданная Канцелярия Колывано-Воскресенского горного начальства. Заводы были переведены на выплавку серебра. Сибирские полиметаллические руды, плавившиеся на серебро, содержали значительное количество меди, которая оставалась невостребованной на заводах. Её необходимо было использовать, но транспортировать в Россию было слишком дорого. Из этой ситуации был найден выход: в 1761 году было предложено чеканить из алтайской меди монету для использования в Сибири. Были предложены эскизы специальной монеты и разработан план перевода одного из заводов на плавку меди и открытия при нём монетного двора. Указ об учреждении Колыванского монетного двора вышел в 1763 году уже при Екатерине II. По ряду причин перепрофилировать существующие заводы было невозможно, поэтому приняли решение строить новый завод.
Весной 1764 года было найдено удобное место для строительства завода — на протоке Оби реке Нижний Сузун. Все необходимое для строительства и эксплуатации завода находилось поблизости: огнеупорная глина, выходы бутового камня, огромные массивы соснового леса для строительства и производства древесного угля, а также подходящее для строительства плотины и сопутствующих плавильному производству гидротехнических сооружений место на реке Нижний Сузун.
Первоначально на Сузунском монетном дворе чеканились особые сибирские монеты из меди с незначительным содержанием серебра и золота. Сибирская монета имела хождение от Тары на западе до Камчатки на востоке и не признавалась в Европейской части России. 7 июня 1781 года был издан указ Екатерины II о прекращении чеканки сибирской медной монеты и переходе на общегосударственные штемпели и 16-рублёвую стопу «без всякого зачёта малых частиц золота и серебра, в той меди содержащихся», и Сузунский монетный двор перешёл на выделку общероссийской монеты. Отчеканенная прежде сибирская монета оставалась в хождении на территории Сибири и Дальнего Востока до 30 июля 1802 года, когда был издан указ «О свободном обращении монеты сибирского чекана во всех губерниях». После этого более 20 лет «сибирские монеты» участвовали в денежном обращении страны наравне с общегосударственными, с 1824 года началось их постепенное изъятие, а с 1840-х годов, после реформы Е. Ф. Канкрина, в платежи уже не принимались.
В 1847 году завод сильно пострадал от пожара и с тех пор не восстанавливался.

## Сузунский медеплавильный завод
После большого пожара на Сузунском монетном дворе, случившегося в 1847 году, сибирская чеканка монеты прекратилась. Сузунский завод был передовым для своего времени мануфактурным предприятием по техническому устройству и по технологии производства меди.
На монетах Сузунского двора ставилась аббревиатура КМ — «Колыванская медь» или «Колыванская монета», а с 1831 года — СМ (Сузунская монета).
В 1890-х — начале 1900-х годов он ещё переплавлял штейны (отходы сереброплавильного производства), накопленные на Барнаульском и Павловском заводах, выдавая около 10 тыс. пудов меди в год, кроме того, время от времени переплавлял и серебро.
Производственные мощности сокращались вслед за задачами, количество рабочих постепенно сокращалось. Сам рабочий посёлок также приходил в упадок, были закрыты школа и училище, заводской пруд и каналы постепенно загрязнялись, горное начальство уже не выделяло средств на поддержание порядка в посёлке. Изменился и состав населения, в нём все больше появлялось крестьян и разночинцев, никак не связанных с работой завода.
В докладе от 12 ноября 1910 года министра императорского двора было сказано об упразднении Сузунского завода с 1 ноября 1910 года.
Завод фактически агонизировал. В таком состоянии он проработал до 1914 года. В этом году он выплавил всего 416 пудов штыковой меди и остановлен. Поскольку это был последний работающий завод бывшего Колывано-Воскресенского горного округа, вместе с его остановкой завершилась вся история горнорудной промышленности Алтая.

## Музеефикация
В 2016 году, к 250-летию со дня основания Сузунского медеплавильного завода и единственного в Сибири монетного двора, в рабочем посёлке Сузун Новосибирской области был создан музейный комплекс «Сузун-завод. Монетный двор», который является филиалом Новосибирского государственного краеведческого музея.

## В литературе
Действия книги Андрея Шаповалова (бывшего директора Новосибирского краеведческого музея) «Предсказание на меди» проходит на монетном дворе. Главные герои книги — реальные исторические персонажи, а события происходят в Сузунском монетном дворе, когда-то выпускавшем «сибирскую монету». Горный инженер Фролов ведёт тайное расследование. В заводском посёлке он взаимодействует с замкнутым миром бергалов (горные рабочие алтайских заводов), связанных круговой порукой. Фролов решает загадку «монетного воровства», но другие преступления и необычные события, в которых он участвует, находят объяснение только через много лет, когда он становится управляющим Колывано-Воскресенского горного округа.